# L'uomo che sapeva troppo (film 1956)
L'uomo che sapeva troppo (The Man Who Knew Too Much) è un film thriller del 1956 diretto da Alfred Hitchcock.
Presentato in concorso al 9º Festival di Cannes, è un remake dell'omonimo film del 1934 diretto dallo stesso Hitchcock e prodotto in Gran Bretagna.

## Trama
(didascalia a inizio film)
Due turisti statunitensi, il medico Ben McKenna e la moglie Jo, ex famosa cantante, in viaggio in Marocco insieme al figlioletto Hank,  sull'autobus che li conduce a Marrakech fanno conoscenza con un misterioso francese, Louis Bernard. Il giorno successivo, mentre i McKenna visitano il mercato di Marrakech con i coniugi Drayton, una coppia inglese conosciuta la sera prima, un uomo in abito tipico del luogo viene pugnalato a morte sotto i loro occhi. Il dottore accorre in suo soccorso e si accorge che la vittima è Louis Bernard camuffato; questi, prima di morire, gli rivela che un importante uomo di stato sarà presto assassinato a Londra e gli raccomanda di andare a cercare in quella città Ambrose Chappell. 
Dopo aver appreso che Hank è stato rapito dai Drayton per costringerli a non rivelare quanto detto da Bernard, i McKenna partono per Londra alla ricerca del figlio. Scoprono che Ambrose Chappell non è una persona, come credevano, bensì una chiesa anglicana di cui il reverendo è Drayton, e che a costui è stato commissionato dall'ambasciatore di un Paese non ben identificato l'omicidio del primo ministro. Jo sventa l'attentato e viene invitata insieme al marito all'ambasciata, dove nel frattempo i rapitori hanno nascosto il figlio. Il ragazzo deve essere eliminato perché è ormai uno scomodo testimone, ma il padre giungerà in tempo per salvarlo.

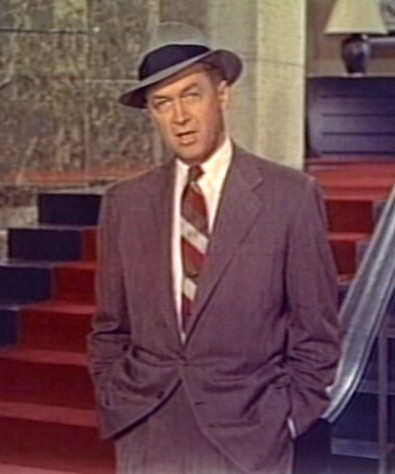
James Stewart nel trailer

## Cameo
Come in molti altri suoi film, Hitchcock fa la sua breve apparizione davanti alla macchina da presa: qua lo si vede, di spalle, mentre assiste allo spettacolo di alcuni saltimbanchi nel mercato di Marrakech.

## Produzione
Il film fu prodotto da Alfred Hitchcock, Paramount, Filmwite.

### Soggetto
Il soggetto è tratto da un romanzo giallo di Charles Bennet e D.B. Wyndham-Lewis; il trattamento cinematografico era stato acquistato dagli agenti di Hitchcock da David O. Selznick: già il regista durante il periodo in cui lavorava con lui aveva pensato di riscrivere il soggetto per ambientarlo in America.

### Sceneggiatura
A gennaio del 1955, per l'ultima volta insieme a John Michael Hayes, con cui aveva lavorato per La finestra sul cortile, Caccia al ladro, La congiura degli innocenti, Hitchcock aveva pronto un trattamento per il film di 70 pagine; febbraio e marzo furono dedicati ai disegni del set e dei costumi mentre Hayes attendeva ancora alla sceneggiatura.

### Scenografia
Fu chiamato Henry Bumstead, già noto per la sua collaborazione con il regista Michael Curtiz: il suo contributo fu molto apprezzato da Hitchcock che lo volle anche per La donna che visse due volte, Topaz, e Complotto di famiglia.

### Riprese
La lavorazione del film si concluse alla fine di luglio 1955; le riprese si effettuarono per gli esterni in Marocco e a Londra, per gli interni negli studi della Paramount.

### Incassi
La pellicola, realizzata con un budget di 1,2 milione di dollari, incassò 11.3 milioni al botteghino.

### Cast
Per la terza volta James Stewart fu protagonista di un film di Hitchcock dopo Nodo alla gola e La finestra sul cortile; avrebbe interpretato ancora la parte del protagonista, Scottie, in La donna che visse due volte.
La parte della protagonista femminile fu assegnata a un'attrice brillante e cantante, Doris Day, che malgrado le perplessità di molti si rivelò una scelta indovinata.
Gli altri personaggi notevoli del film non furono interpretati da attori statunitensi. Per il ruolo di Louis Bernard, "l'uomo che sapeva troppo", fu scritturato il francese Daniel Gélin. 
Bernard Miles, attore inglese di teatro, fondatore e direttore del Mermaid Theatre, accettò l'invito di Hitchcock a recitare in un suo film sostenendo la parte del diabolico reverendo Edward Drayton; Brenda De Banzie, anch'essa attrice inglese, fu scelta per dar volto a sua moglie. Reggie Nalder, attore viennese con un passato da cabarettista, impersonò il sicario. Mentre la parte dell'ambasciatore venne affidata all'attore danese Mogens Wieth.

### Prima
La prima del film ebbe luogo il 1º giugno 1956.

## Colonna sonora

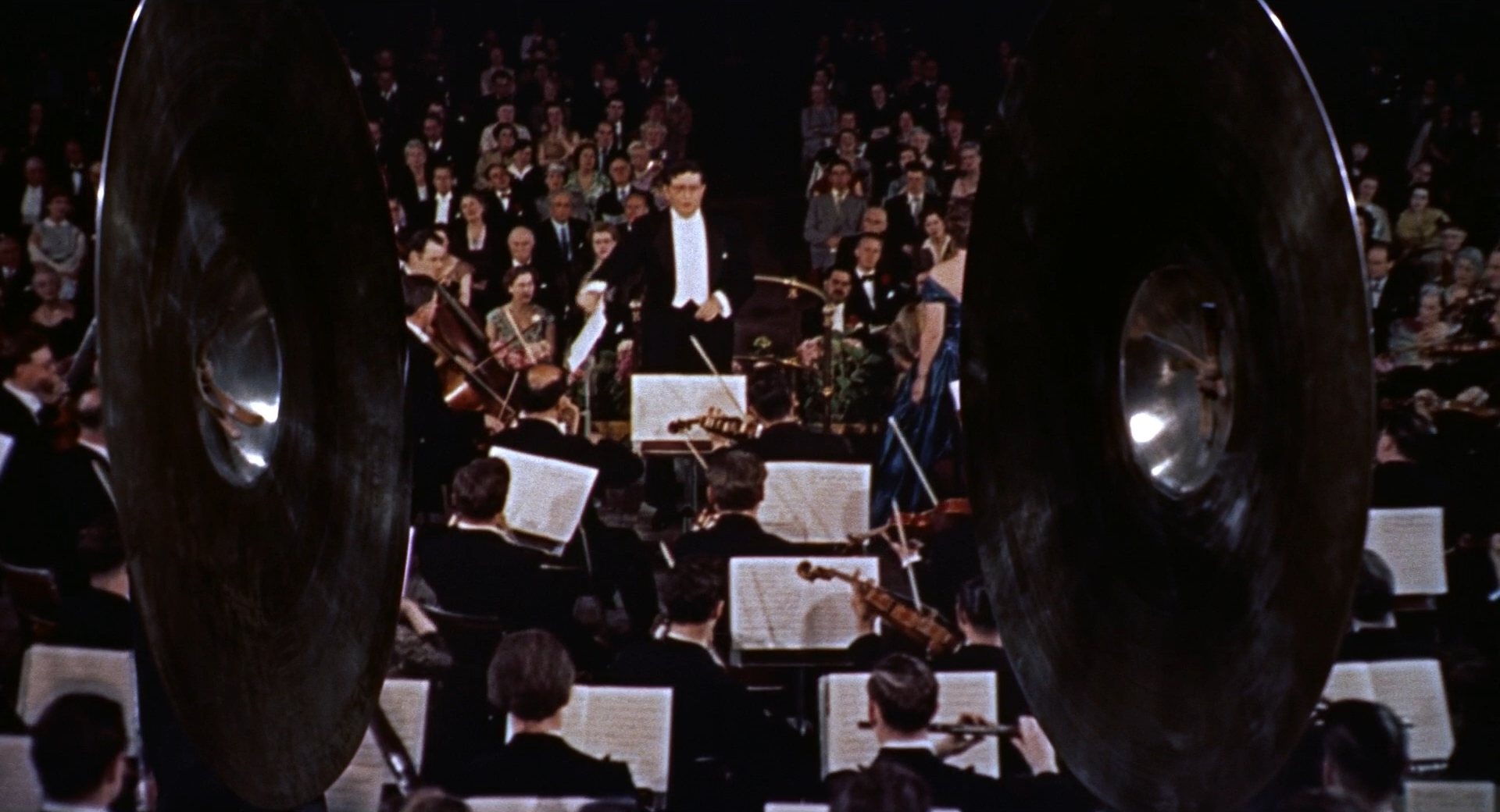
Scena del concerto alla Royal Albert Hall. Al centro, Bernard Herrmann dirige l'orchestra.

La musica scandisce tutto la seconda metà del film, dal suono delle campane, agitate da Ben che si arrampica sulle corde per uscire dalla chiesa dove è stato rinchiuso, all'incombente musica di Arthur Benjamin (Storm Clouds Cantata) che dovrebbe, con l'intervento dei piatti, indicare al killer il momento esatto in cui sparare alla vittima designata. Il canto anglicano intonato dall'assemblea dell'Ambrose Chapel è una composizione liturgica settecentesca nota come Burford, usata per salmodiare e intonare inni diversi: nel film accompagna i versi di On the Passion of Our Saviour di Samuel Wesley il Giovane, parzialmente modificati. Leitmotiv del film è infine la canzone Que sera, sera, che dà lo spunto ai protagonisti per portare a compimento la liberazione del figlio rapito (il brano viene accennato dalla stessa Doris Day anche nel film Non mangiate le margherite del 1960).

### La Cantata
Solista:
There came/ A whispered terror/On the breeze/And the dark forest shook/
Coro femminile:
And on the trembling trees/Came the nameless fear/And panic over took/2v/Each flying creature/Of the wild/
Ritornello cantato dal coro:
And when they all had fled/4v/.
Solista: 
Yet stood the trees/ 3v/Around whose heads/Screaming/The night birds/wheeled and shot away/ 2v/ ripetuto dal coro più volte/
Coro maschile:
Finding release/From that which drove them onward like their prey/Yet stood the trees/ Finding release/ ripetuto più volte/
Coro femminile:
The storm clouds broke/and drowned the dying moon/The storm clouds broke/The storm clouds broke/ripetuto più volte/.
I due cori si alternano e si sovrappongono; conclude la cantata il coro maschile e le due ultime parole Finding release sono cantate intervallate dall'urlo, dal colpo di piatti e dallo sparo.
Il testo tradotto in italiano suona più o meno così:
Giunse un disperato terrore attraverso la brezza/ e la selva oscura si scosse/E sugli alberi tremanti/arrivò la paura senza nome/E il panico raggiunse/ogni creatura volante/della natura selvaggia/E quando tutti erano fuggiti/gli alberi resistettero in piedi/Attorno alle loro chiome/urlavano/gli uccelli notturni/che con ampi giri scappavano lontano/cercando scampo/dalla tempesta che li inseguiva come prede/Le nubi cariche d'acqua/ si squarciarono/e la luna morì annegata/.

## Accoglienza
Nel giro di una settimana dalla prima, il film era diventato il maggior successo finanziario dell'anno.

## Temi

### Incubo
Il film si fonda su un tema caro al regista: l'uomo normale, semplice professionista come tanti altri, si trova coinvolto senza colpa alcuna in una oscura vicenda a lui del tutto estranea; un incubo, da cui uscirà dovendo intraprendere un itinerario, un'inchiesta: deve improvvisarsi investigatore per salvarsi e smascherare i colpevoli. Il tema è presente anche in Giovane e innocente, Il club dei trentanove, Sabotatori, Intrigo internazionale e Frenzy.

### Conflitto morale
Il protagonista è tormentato da un conflitto morale: si trova costretto a scegliere fra l'incolumità delle persone a lui care (il figlio rapito e, indirettamente, la moglie) e il dovere di cittadino che sa di un delitto imminente che dovrebbe denunciare per impedirlo.

### Bene e Male
Il tema dominante nel film, come già in Ricatto, L'ombra del dubbio, L'altro uomo, è la lotta fra il Bene e il Male: l'onesta e unita famiglia McKenna (Jo ha addirittura sacrificato la sua carriera di nota star internazionale del canto per rimanere vicino al marito e all'amatissimo figlio), e la diabolica coppia dei Drayton (ma la donna, Lucy, dallo sguardo negativamente enigmatico, si riscatterà nel finale) con i luciferini personaggi che la circondano. Il film dimostra che il Male può nascondersi ovunque, persino in una chiesa anglicana.

## Tecnica cinematografica

### Spazio e tempo
Ne La finestra sul cortile un cortile vuoto separa il fotografo dall'assassino, la suspense è giocata sullo spazio; qui la suspense è giocata sul tempo. La protagonista sa che verrà commesso un attentato ma non è in grado di dire come e quando: ciò che nutre la sua angoscia e quella dello spettatore non è altro che l'inesorabile, puro, scorrere del tempo.

### Suspense e durata
Nella scena del concerto all'Albert Hall, Hitchcock ottiene di dilatare enormemente la durata:
piani sempre più ravvicinati sugli orchestrali (coristi in bianco, musicisti in nero), sul pubblico. I coristi voltano le pagine del loro spartito, ma a essere inquadrata è soprattutto la partitura del direttore d'orchestra; lungi questa dall'essere semplice inserto inanimato, proietta l'ombra dello stesso direttore che batte il ritmo. Una serie d'invenzioni e di effetti plastici permettono a Hitchcock di far durare dieci minuti una scena con dialoghi non udibili, coperti dalla musica, nell'attesa del colpo di piatti cui dovrà seguire il colpo di pistola. La scena, magnifica per il climax, ha un antecedente che poco è stato rilevato nel film di spionaggio di Richard Thorpe Al di sopra di ogni sospetto (1941), con Joan Crawford e Fred MacMurray, in cui lo strumento musicale è invece la grancassa.

### Il sonoro
In questo film il sonoro riveste una grande importanza.
- Tutta la costruzione ruota attorno a un colpo di piatti.
- Nel preciso istante in cui si leva il colpo di piatti la protagonista lancia un grido: è "lo strumento della salvezza finale, la rivolta della sensibilità contro la macchinazione, il granello di sabbia che inceppa gli ingranaggi".
- La protagonista, ex cantante di varietà, aveva insegnato al figlio il pezzo forte del suo repertorio Que sera, sera, che cantano insieme all'inizio del film prima del terribile incubo; all'ambasciata, pregata di cantare qualcosa, l'intona di nuovo e "il suono della canzone si riversa nei corridoi, si leva lungo la scalinata e giunge soffocato fin dentro la stanza dove c'è il bimbo" sequestrato, che sonnecchia. La canzone lo risveglia ed egli risponde al canto della madre. Su quelle note fischiettate si ristabilisce il contatto con la famiglia e si prepara la salvezza.[6]

### Il primo piano di Stewart
«...il volto di James Stewart è il "Vistavision" dei sentimenti: la maschera sulla quale sono modellati i passaggi, le incrinature, le pieghe, i risvolti, le ansie di una sceneggiatura "furiosa". La faccia di Stewart è come la macchina fotografica de La finestra sul cortile: permette un'indagine al di là di un vuoto, di una zona proibita al dialogo e ai movimenti della macchina da presa.»

## Citazioni hitchcockiane
- da Giovane e innocente: in un momento drammatico un personaggio rivela la sua identità perdendo il colore dipinto sulla pelle del viso. Qui è l'agente segreto moribondo fra le braccia del protagonista; là era l'assassino smascherato mentre suonava come batterista in un hotel.
- da Io ti salverò: là, nella sequenza finale, la canna della pistola ruota verso lo spettatore e gli punta addosso e il risultato è una sorpresa: non un omicidio come preannunciato, ma un suicidio; qui la canna della pistola del sicario ruota fino a puntare contro lo spettatore e poi spara contro la vittima designata: anche in questo caso l'esito è diverso da quello che ci si aspetta;
- il grido della madre di Hank ricorda la ribellione di altre eroine hitchcockiane, in Omicidio! e in Sabotaggio.
- la caduta nel vuoto è la punizione che il regista destina al "cattivo" in molti altri suoi film, per esempio: La taverna della Giamaica, La donna che visse due volte, Sabotatori, Il prigioniero di Amsterdam, Intrigo internazionale, L'ombra del dubbio.

## Confronto con la versione del 1934
Hitchcock dichiarò a François Truffaut che «la prima versione è stata fatta da un dilettante di talento, mentre la seconda da un professionista».
Si possono individuare alcune principali differenze.
Differenze tecniche:
- la lunghezza (75 minuti il primo, 120 minuti il secondo): da ciò consegue concisione e straordinaria efficacia drammatica nel primo, ricchezza analitica e dilatazione dei tempi della celebre sequenza dell'Albert Hall, arricchimento di dettagli e situazioni nuove nella seconda;
- il bianco e nero della prima è tutto giocato sui contrasti luce-buio, la neve candida di Sankt Moritz e gli oscuri e angusti interni di Londra, il Technicolor nel secondo ha i colori accesi e smaglianti del Marocco, la vivacità policroma della folla e del mercato, le geometrie silenziose delle vuote vie di Londra, l'eleganza e il lusso dello spettacolo e del teatro.

Differenze narrative:
- nel primo c'è una famiglia inglese, marito e moglie appartengono all'alta borghesia, non si sa se abbiano una professione o vivano di rendita, sono molto raffinati e anticonformisti, la loro figlia è un'adolescente; nel secondo c'è una famiglia americana, lui è medico, lei una famosa cantante che per la famiglia ha interrotto una promettente carriera, il figlio è ancora un bambino;
- la morte dell'agente segreto: nel film del 1934 è colpito da un proiettile mentre balla in smoking con la moglie del protagonista; nel film del 1956 è accoltellato, travestito da arabo, per le vie del mercato di Marrakesh;
- le spie: nel primo è Abbot, la mente della banda, e i primi piani del suo volto sfregiato da una cicatrice risultano estremamente espressivi a livello visivo e ne fanno una maschera ambigua e inquietante; nel secondo abbiamo una coppia di criminali, marito e moglie all'apparenza molto rispettabili ma la donna in extremis si riscatterà, impietosendosi per la sorte del bambino e collaborando alla sua liberazione;
- episodi presenti solo nel primo: la vacanza a Sankt Moritz, lo studio dentistico, la "seggiolata" nella sede della setta, la sparatoria, il ruolo risolutivo della madre tiratrice scelta;
- episodi presenti solo nel secondo: la vacanza a Marrakesh, il negozio di animali impagliati, la canzone Que sera, sera cantata dalla madre, la presenza e il ruolo attivo di entrambi i genitori alla Royal Albert Hall.

## Riconoscimenti
- 1957 - Premi Oscar
  - Miglior canzone per Que Sera, Sera (Whatever Will Be, Will Be) a Jay Livingston e Ray Evans
- 1957 - Festival di Cannes
  - Candidatura Palma d'oro a Alfred Hitchcock
- 1957 - Directors Guild of America
  - Candidatura miglior regia a Alfred Hitchcock